# Megascops
Megascops é um gênero de aves da família Strigidae.
As seguintes espécies são reconhecidas:
- Megascops asio (Linnaeus, 1758)
- Megascops kennicottii (Elliot, 1867)
- Megascops seductus (Moore, RT, 1941)
- Megascops cooperi (Ridgway, 1878)
- Megascops trichopsis (Wagler, 1832)
- Megascops choliba  (Vieillot, 1817)
- Megascops roboratus (Bangs & Noble, 1918)
- Megascops koepckeae (Hekstra, 1982)
- Megascops clarkii (Kelso, L & Kelso, EH, 1935)
- Megascops barbarus (Sclater, PL & Salvin, 1868)
- Megascops ingens (Salvin, 1897)
- Megascops colombianus (Traylor, 1952)
- Megascops petersoni (Fitzpatrick & O'Neill, 1986)
- Megascops marshalli (Weske & Terborgh, 1981)
- Megascops watsonii (Cassin, 1849)
- Megascops guatemalae (Sharpe, 1875)
- Megascops vermiculatus Ridgway, 1887
- Megascops roraimae (Salvin, 1897)
- Megascops centralis (Hekstra, 1982)
- Megascops napensis (Chapman, 1928)
- Megascops hoyi (König, C & Straneck, 1989)
- Megascops atricapilla (Temminck, 1822)
- Megascops sanctaecatarinae (Salvin, 1897)
- Megascops nudipes (Daudin, 1800)
- Megascops albogularis (Cassin, 1849)